# Guatemalteekse Christendemocratie
Guatemalteekse Christendemocratie (Spaans: Democracia Cristiana Guatemalteca, DCG) was een christendemocratische politieke partij in Guatemala.
De DCG werd opgericht in 1955. De partij stond een sociale economische politiek voor maar was rechtser op andere terreinen. Haar verhouding met de militaire regeringen liepen uiteen van samenwerking tot tegenstand, en verschillende vooraanstaande DCG-politici zijn vooral rond 1980 gewelddadig om het leven gekomen.
Na de terugkeer van de burgerregering in 1985 won Vinicio Cerezo voor de DCG de eerste democratische verkiezingen. Cerezo bleek echter de macht van het leger niet terug te dringen en de gruweldaden gingen haast onverminderd voor; een generaal merkte zelfs op dat hij het wel prettig vond dat Cerezo nu president was, omdat het leger zo nog steeds haar gang kon gaan en de christendemocraten de schuld zouden krijgen wanneer er iets mis zou gaan. In 1990 leed de DCG een grote verkiezingsnederlaag. Vanaf de jaren 90 is de DCG wegens een proliferatie aan nieuwe partijen en een aantal corruptieschandalen een groot deel van haar aanhang kwijt geraakt. Bij de verkiezingen van 2007 werd de partij laatste met een half procent van de stemmen en verdween geruisloos van het politieke toneel.

## Presidentskandidaten
- 1970: Jorge Lucas Caballeros (verloren)
- 1974: Efraín Ríos Montt (verloren)
- 1978: Ricardo Peralta Méndez en René de León (verloren)
- 1982: Alejandro Maldonado Aguirre (verloren)
- 1985: Vinicio Cerezo (gewonnen)
- 1990: Alfonso Cabrera (verloren)
- 1995: Fernando Andrade Díaz-Durán (verloren)
- 1999: geen kandidaat
- 2003: Jacobo Árbenz Vilanova (verloren)
- 2007: Vinicio Cerezo Blandón (verloren)